# Enzo Bearzot
Vincenzo "Enzo" Bearzot (Aiello del Friuli, 1927. szeptember 26. – Milánó, 2010. december 21.) olasz labdarúgóhátvéd, edző. Legnagyobb sikere, hogy az olasz labdarúgó-válogatottal megnyerte az 1982-es labdarúgó-világbajnokságot.